# Selfoss (chute)
Pour la commune, voir Selfoss.
La Selfoss est un complexe de chutes d'eau situé dans le nord de l'Islande, dans le canyon de la Jökulsá á Fjöllum. Elle se trouve en amont de la célèbre chute Dettifoss.

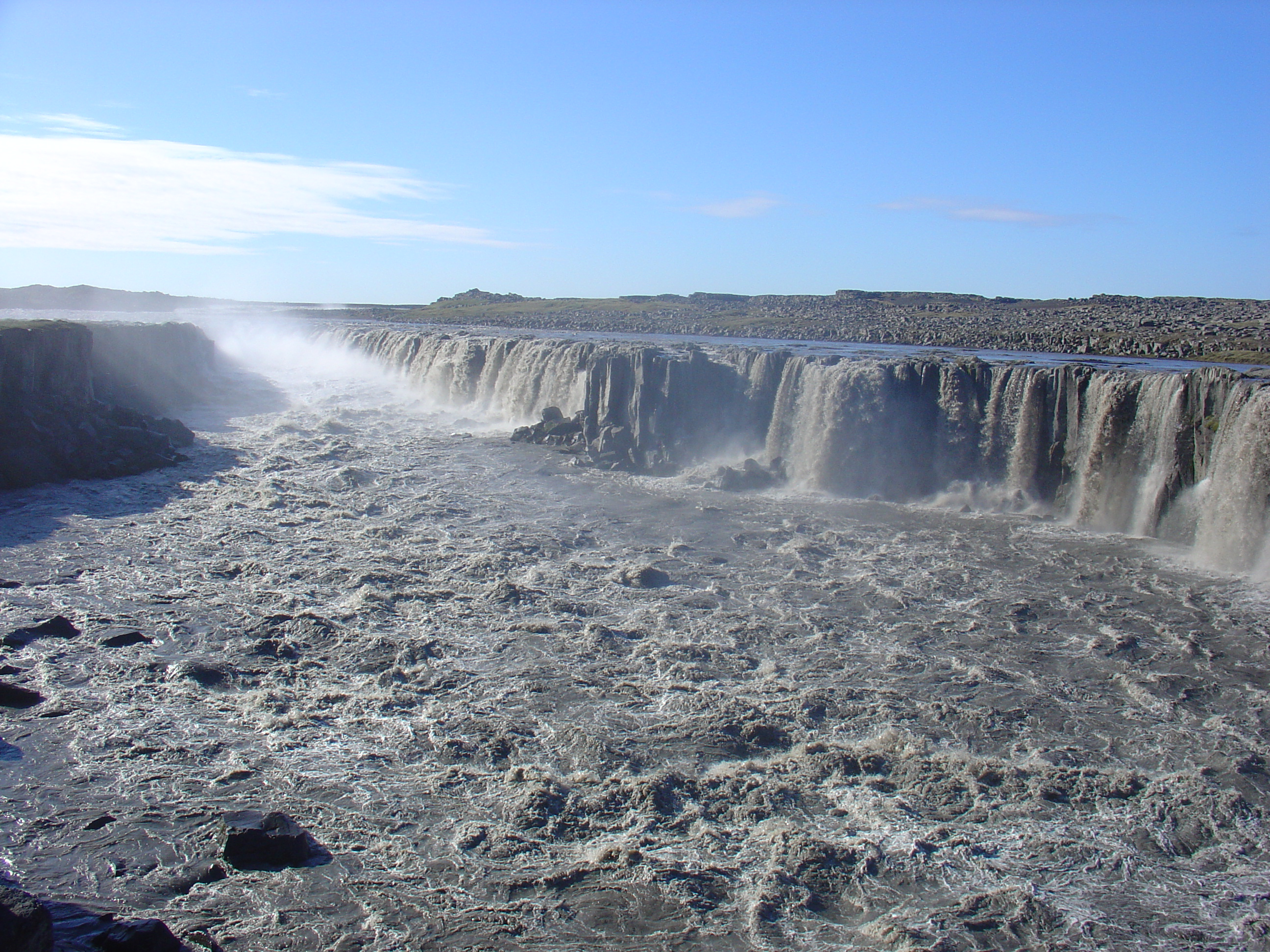
Vue des chutes de Selfoss.